# Se le ve
«Se le ve» es una canción de reguetón del productor panameño Dímelo Flow, el cantante panameño Sech, el cantante estadounidense Dalex y el sello discográfico estadounidense Rich Music en colaboración de los cantantes estadounidenses Justin Quiles, Arcángel y De la Ghetto y el cantante puertorriqueño Lenny Tavárez. Fue lanzada el 12 de agosto de 2021 a través de Rich Music, como el primer sencillo del primer álbum de estudio de Dímelo Flow, Always Dream (2022). Fue escrita por todos los artistas mencionados y producida por Dímelo Flow y Slow Mike.

## Desempeño comercial
«Se le ve» alcanzó el puesto número 158 como máximo en la lista Global 200 Excl. US de Billboard. También se ubicó dentro del top cinco en El Salvador y Perú, dentro del top diez en Costa Rica y dentro del top veinte en Bolivia, Ecuador y Honduras.

## Videoclip y visualizador de audio
El videoclip que acompaña a la canción fue estrenado en simultáneo con la misma en el canal de YouTube de Rich Music. También se publicó un visualizador de audio el 20 de agosto de 2022 en el canal de Dímelo Flow

## Posicionamiento en listas

### Semanales
| Territorio  | Lista (2022)                                | Mejor posición |
| ----------- | ------------------------------------------- | -------------- |
| Global      | Global 200 Excl. US (Billboard)             | 158            |
| Países      |                                             |                |
| Argentina   | Argentina Hot 100 (Billboard)               | 54             |
| Bolivia     | Bolivia Songs (Billboard)                   | 15             |
| Costa Rica  | Top 20 Costa Rica Urbano (Monitor Latino)   | 7              |
| Ecuador     | Ecuador Songs (Billboard)                   | 19             |
| Ecuador     | Top 20 Ecuador Urbano (Monitor Latino)      | 17             |
| El Salvador | Top 20 El Salvador General (Monitor Latino) | 4              |
| España      | Top 100 Canciones (Promusicae)              | 92             |
| Honduras    | Top 20 Honduras General (Monitor Latino)    | 15             |
| Nicaragua   | Top 20 Nicaragua Urbano (Monitor Latino)    | 19             |
| Paraguay    | Top 20 Paraguay Urbano (Monitor Latino)     | 15             |
| Perú        | Peru Songs (Billboard)                      | 14             |
| Perú        | Top 20 Perú General (Monitor Latino)        | 3              |

### Anuales
| Territorio           | Lista (2022)                                | Posición |
| -------------------- | ------------------------------------------- | -------- |
| Costa Rica           | Top 100 Costa Rica General (Monitor Latino) | 52       |
| Guatemala            | Top 100 Guatemala General (Monitor Latino)  | 89       |
| Nicaragua            | Top 100 Nicaragua General (Monitor Latino)  | 64       |
| Paraguay             | Top 100 Paraguay General (Monitor Latino)   | 77       |
| Perú                 | Top 100 Perú General (Monitor Latino)       | 21       |
| República Dominicana | Top 100 RD General (Monitor Latino)         | 92       |